# Belewren
Belewren (bułg. Белеврен) – wieś w Bułgarii, w obwodzie Burgas, w gminie Sredec. W 2023 roku liczyła 9 mieszkańców.